# Svilen Rusinov
Svilen Alidov Rusinov –en búlgaro, Свилен Алидов Русинов– (Gradezhnitsa, 29 de febrero de 1964) es un deportista búlgaro que compitió en boxeo.
Participó en dos Juegos Olímpicos de Verano, en los años 1988 y 1992, obteniendo una medalla de bronce en Barcelona 1992, en el peso superpesado.
Ganó tres medallas en el Campeonato Mundial de Boxeo Aficionado entre los años 1986 y 1993, y cuatro medallas en el Campeonato Europeo de Boxeo Aficionado entre los años 1987 y 1993.

## Palmarés internacional
| Juegos Olímpicos   | Juegos Olímpicos      | Juegos Olímpicos  | Juegos Olímpicos |
| Año                | Lugar                 | Medalla           | Categoría        |
| ------------------ | --------------------- | ----------------- | ---------------- |
| 1992               | Barcelona (España)    | Medalla de bronce | +91 kg           |
| Campeonato Mundial |                       |                   |                  |
| Año                | Lugar                 | Medalla           | Categoría        |
| 1986               | Reno (Estados Unidos) | Medalla de bronce | 91 kg            |
| 1991               | Sídney (Australia)    | Medalla de plata  | +91 kg           |
| 1993               | Tampere (Finlandia)   | Medalla de plata  | +91 kg           |
| Campeonato Europeo |                       |                   |                  |
| Año                | Lugar                 | Medalla           | Categoría        |
| 1987               | Turín (Italia)        | Medalla de bronce | +91 kg           |
| 1989               | El Pireo (Grecia)     | Medalla de bronce | +91 kg           |
| 1991               | Gotemburgo (Suecia)   | Medalla de bronce | +91 kg           |
| 1993               | Bursa (Turquía)       | Medalla de oro    | +91 kg           |